# Hornos de Tongguan
El Horno de Tongguan funcionó como un centro elaborador de recipientes, vasijas y otros elementos en tiempos de la dinastía Tang (618-907) y el período de las cinco dinastías y diez reinos (907-979). Él área donde se emplazan las instalaciones ocupa un total de 12.333 m² y en el sitio se ofrece a los visitantes un recorrido por la historia y los procesos de elaboración del arte de la cerámica.
El emplazamiento del horno posee una forma alargada, que simula la silueta de un dragón, en la boca del mismo se encuentra propiamente el horno de barro. Tras añadir diferentes colores y lograr una buena resistencia en la cerámica, las artesanías se colocaban dentro de recipientes especiales para llevarlas al fuego, el mismo que representa icónicamente la cabeza del gigantesco dragón de tierra.
Este horno fue un proveedor de cerámica que formó parte de la legendaria ruta marítima de la seda, enviando sus productos artesanales a diferentes locaciones ubicadas en África y Asia, siendo en total los clientes unos veinte países. La mayor parte de las elaboraciones se exportaban, pero además, debido a los precios económicos, se vendían los productos a ciudadanos comunes y corrientes.